# Luke (Murjanka)
Luke (rodným jménem: Mark Murianka nebo Mark Petrovič Murjanka; * 10. listopadu 1951, Filadelfie) je kněz Ruské pravoslavné církve v zahraničí, biskup syracuský a vikář východoamerické a new-yorské eparchie.

## Život
Narodil se 10. listopadu 1951 ve Filadelfii do rodiny rusínů z Podkarpatské Rusi. Od dětství navštěvoval chrám svatého archanděla Michaela ve svém rodném městě, který tehdy patřil pod správu severoamerické metropolie (Pravoslavná církev v Americe).
Studoval na Hartwick College v Oneontě, kde úsoěšně ukončil studium roku 1973. Mezitím několikrát navštívil monastýr Svaté Trojice v Jordanville. Rozhodl se stát mnichem a vstoupil do Pravoslavného duchovního semináře v Jordanville. Roku 1976 byl na svátek přepodobného Mojžíše Uherského biskupem Laurem (Škurlou) postřižen na poslušníka. V monastýru Svaté Trojice začal psát ikony. Roku 1980 byl arcibiskupem Laurem postřižen na monacha se jménem Luke k poctě apoštola svatého Lukáše. Dne 12. července 1981 byl vysvěcen na hieromonacha.
Od roku 1979 vyučuje v semináři apologetiku, Nový zákon a komparativní teologii. Působil jako inspektor semináře a později se stal jeho děkanem.
Roku 1981 dokončil studium na Syracuse University a na State University of New York v Albany získal doktorát.
V monastýru Svaté Trojice několik let působil jako děkan a poté se stal zpovědníkem monastýru.
Roku 2007 se stal členem vědecké rady vytvořenou Moskevskou duchovní akademií a Institutem ruských dějin, která měla za úkol zpracování základního výzkumu historie Ruské pravoslavné diaspory.
Dne 21. května 2008 se stal archimandritou svato-trojického monastýru a 6. září byl jmenován rektorem semináře v Jordanville.
Dne 5. května 2009 byl zařazen do komise vytovřené pro dialog s Pravoslavnou církví v Americe.
Dne 6. prosince 2018 byl Archijerejským synodem RPCZ vybrán vikáře eparchie Východní Amerika a New York s titulem biskup syracuský. Dne 28. prosince byla volba schválena Svatým synodem Ruské pravoslavné církve. Oficiálně byl jmenován 11. února 2019. Biskupská chirotonie proběhla o den později. Hlavním světitelem byl metropolita Hilarion (Kapral).